# Лука (Золочівський район)
Лука́ — село в Україні, у Золочівській міській громаді Золочівського району Львівської області. Орган місцевого самоврядування — Золочівська міська громада. Населення становить 280 осіб.

## Географія
Село Лука розташоване за 81 км від обласного центру, 12 км  від районного центру та центру громади, що проходять автошляхами обласного та місцевого значення. За 12 км знаходиться найближча залізнична станція Золочів. 

## Населення
За даними всеукраїнського перепису населення 2001 року у селі мешкало 280 осіб.

### Мова
Розподіл населення за рідною мовою за даними перепису 2001 року був наступним:
| українська | 279 | 99,64 |
| російська  | 1   | 0,36  |

## Відомі люди
- Громиш Олександр Якович (1950—2016) — український оперний співак, бас, народний артист України.